# Tiranicídio
Tiranicídio é a morte ou o assassinato de um tirano geralmente para o bem comum. O termo também denota os que matam um tirano: por exemplo, Harmódio e Aristógito são chamados de 'os tiranicidas'.
O termo "Tiranicídio" não se aplica aos tiranos mortos em combate ou mortos por um inimigo em um conflito armado. Raramente é aplicada quando um tirano é morto por uma pessoa agindo por motivos egoístas, como para tomar o poder para si, ou para a morte de um ex-tirano. Às vezes, o termo é restrito aos assassinatos realizados por pessoas que estão realmente sujeitas ao tirano.

## Teoria política
Tiranicidio também pode ser uma teoria política, e como tal data de antiguidade. O apoio ao tiranicídio pode ser encontrado nas séries Vidas de Plutarco, em Sobre os Ofícios de Cicero, e na obra de Seneca Hercules Furens. Platão descreve um tirano violento como o oposto de um bom e "verdadeiro rei" no Político, e Aristóteles na Política o vê em oposição a todas as outras formas benéficas de governo, ele também descreveu o tiranicídio principalmente como um ato por aqueles que desejam algum benefício para si a partir da morte de tiranos, enquanto que aqueles que agem sem esperança de ganho pessoal, só para fazer um nome para si, são raros.
Vários filósofos e teólogos cristãos também escreveram sobre o tiranicídio. No comentário de Pedro Lombardo Sentenças sobre Tomás de Aquino, Tomás de Aquino defendeu não só a desobediência a uma autoridade injusta, usando como exemplo mártires cristãos na Império Romano, mas também "aqueles que libertam seu país, matando um tirano."

## Tiranicídio na Revolução Francesa
Durante a Revolução Francesa, o conceito de tirania assumiu um papel central na retórica política e ideológica dos revolucionários. A tirania não era vista apenas como uma característica de monarcas absolutos, mas como um fenômeno que justificava a resistência do povo à opressão. A noção de tirania foi utilizada para legitimar o movimento revolucionário, especialmente após a Declaração dos Direitos do Homem e do Cidadão de 1789, que defendia os direitos naturais e a soberania do povo. 
A crise de Varennes, em 1791, marcou um ponto de inflexão importante nesse processo. A tentativa de fuga do rei Luís XVI foi interpretada como uma traição à nação e uma evidência de que ele não era mais um governante legítimo. A partir desse momento, o conceito de tirania foi ampliado para englobar qualquer monarca ou líder que colocasse seus próprios interesse à frente do bem comum e da liberdade do povo. A retórica revolucionária, agora radicalizada, passou a defender que a eliminação do tirano, seja por resistência passiva ou ativa, era necessária para garantir a liberdade e a soberania popular.
Filósofos republicanos como John Milton e Algernon Sidney, cujos escritos influenciaram os revolucionários franceses, argumentavam que o povo tinha o direito de resistir à tirania. Milton, em particular, defendia que cada indivíduo tinha o direito natural de se defender contra um tirano, o que se alinhava com os princípios da Revolução Francesa. 
A lei da natureza justifica que todo homem se defenda, mesmo contra o rei em pessoa: que nos mostrem, então, por que a mesma lei não pode justificar muito mais um Estado ou um povo inteiro a fazer justiça contra ele, contra o qual cada homem privado pode legalmente se defender; [...] e a justiça feita contra um tirano não é mais do que a necessária autodefesa de toda a Comunidade.
Esses conceitos foram adotados e adaptados pelos revolucionários, especialmente por aqueles que defendiam uma república baseada nos valores de liberdade, igualdade e fraternidade.
O conceito de tiranicídio, embora presente em debates teóricos desde a Antiguidade, ganhou uma nova dimensão durante os primeiros anos da Revolução Francesa. A execução de Luís XVI em 1793 simbolizou não apenas a queda da monarquia, mas também a vitória da liberdade sobre a tirania. O ato de matar um tirano, que antes poderia ser visto como um crime, foi reinterpretado como um dever patriótico em nome da preservação da nação e da soberania popular.

A moralidade do tiranicídio foi frequentemente justificada com base na ideia de que a tirania corrompia o bem comum e os direitos naturais dos cidadãos . Para os revolucionários, a eliminação de um tirano não era apenas aceitável, mas necessária para garantir a continuidade da revolução e a proteção dos direitos do povo. A imprensa revolucionária e os manifestos jacobinos ajudaram a disseminar essas ideias, reforçando a noção de que a resistência contra um tirano era um ato legítimo e até heróico . 
1. ↑  Webb, E. Kent (18 de outubro de 1997). «The Athenian Tyrannicides: Icons of a Democratic Society». University of Washington. Consultado em 30 de outubro de 2008. Arquivado do original em 10 de novembro de 2008
2. ↑  Enciclopédia Católica, Tyrannicide
3. ↑  Goebel, Julius Ludwig (1915). The recognition policy of the United States. [S.l.]: Columbia University. pp. 24–29. Consultado em 30 de outubro de 2008
4. ↑  Beres, Louis Rene (1990–1991), Assassinating Saddam: A Post-War View from International Law, 19, Denv. J. Int'l L. & Pol'y
5. 1 2  Mohamed, Feisal G. (11 de maio de 2013). «In Syria and Beyond, the Tyrant as Target». The New York Times. Consultado em 16 de maio de 2013
6. ↑  Aristótele, Politica X
7. ↑  Para  Aquinas, "quando o que é ordenado por uma autoridade opõe-se ao objeto para o qual foi constituída essa autoridade... Não só não há obrigação de obedecer à autoridade, mas se é obrigado a desobedecê-la, como fizeram os santos mártires que sofreram a morte, em vez de obedecer às ordens ímpias dos tiranos. "Pode até ser" elogiado e recompensado "por ser o" aquele que liberta o seu país, matando um tirano." Comentário em Sentenças de  Pedro Lombardo,, trad. J.G. Dawson (Oxford, 1959), 44, 2 em O’Donovan, p. 329-30.
8. 1 2 3  Monnier, Raymonde (1 de março de 2006). «Use and Role of the Concepts of Tyrrany and Tyrannicide During the French Revolution». Contributions to the History of Concepts (em inglês) (1): 19–41. ISSN 1807-9326. doi:10.1163/187465606783406207. Consultado em 31 de maio de 2025
9. 1 2  The Tenure of Kings and Magistrates, edited with Introduction and Notes by William Talbot Allison (New York: Henry Holt and Co., 1911).
10. ↑  Tackett, Timothy (2003). When the King Took Flight. [S.l.]: Harvard University Press. Consultado em 31 de maio de 2025
11. ↑  Biard, Michel (1 de março de 2003). «Annie DUPRAT, Les rois de papier. La caricature de Henri in à Louis XVI, Paris, Belin, 2002, 370 p.». Annales historiques de la Révolution française (331): 167–171. ISSN 0003-4436. doi:10.4000/ahrf.4723. Consultado em 22 de junho de 2025